# Deutsche Röntgengesellschaft
Die Deutsche Röntgengesellschaft e. V. (DRG) ist die nach Wilhelm Conrad Röntgen benannte medizinisch-wissenschaftliche Fachgesellschaft der deutschen Radiologen.
Die DRG wurde 1905 auf die Initiative des Hamburger Radiologen Heinrich Albers-Schönberg hin gegründet. Ihre wichtigste Aktivität ist seither die Ausrichtung des Deutschen Röntgenkongresses, der jedes Jahr an Christi Himmelfahrt stattfindet. Die DRG gibt seit 1926 die Fachzeitschrift mit dem traditionsreichen Namen Fortschritte auf dem Gebiet der Röntgenstrahlen und der bildgebenden Verfahren (kurz RöFo) heraus. Sie verleiht außerdem mehrere wissenschaftliche Preise, insbesondere den mit 10.000 € dotierten Wilhelm-Conrad-Röntgen-Preis, den Marie-Curie-Ring, die Hermann-Rieder-Medaille, die Albers-Schönberg-Medaille und den Walter-Friedrich-Preis. Gemeinsam mit dem Berufsverband der Radiologen ist sie Trägerin der Akademie für Fort- und Weiterbildung in der Radiologie, einer Registrierungs- und Zertifizierungsstelle für ärztliche Fortbildungsveranstaltungen.
Der Sitz und die Geschäftsstelle ist in Berlin. Die DRG ist Mitglied in der Arbeitsgemeinschaft der Wissenschaftlichen Medizinischen Fachgesellschaften (AWMF).